# Magelona johnstoni
Magelona johnstoni är en ringmaskart som beskrevs av Fiege, Licher och Mackie 2000. Magelona johnstoni ingår i släktet Magelona och familjen Magelonidae. Arten är reproducerande i Sverige. Inga underarter finns listade i Catalogue of Life.

## Bildgalleri

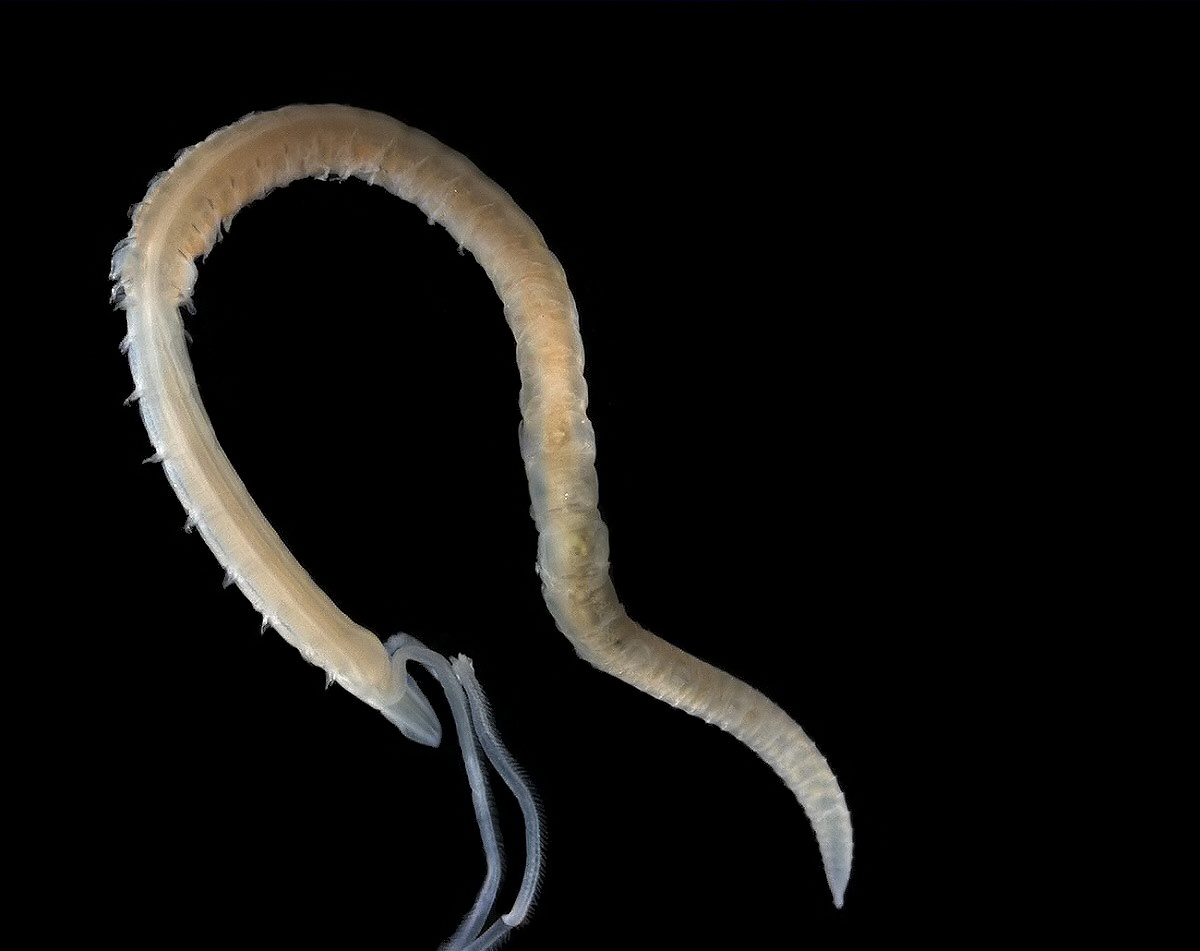